# 1832 ve fotografii
Tento článek obsahuje významné fotografické události v roce 1832.

## Události
- Charles Wheatstone zavedl geometrické základy stereoskopického vidění a závislosti disparace na vnímání hloubky. Zpočátku prováděl testy na kreslených obrázcích se stereoskopy vlastní konstrukce, využívající zrcátek a optických hranolů, později pokračoval v testech s fotografií. Dokázal, že pokud jsou obrazy pro obě oči stejné, jeví se ploché a hloubku získají pokud obsahují paralaxu.[1]

## Narození v roce 1832
- 3. ledna – Knud Knudsen, norský fotograf († 21. května 1915)
- 17. ledna – Jani Zengo, albánský fotograf († 1913)
- 22. února – Richard Maynard, kanadský fotograf († 10. ledna 1907)
- 14. srpna – Casiano Alguacil, španělský fotograf († 3. prosince 1914)
- 15. srpna – Pierre Petit, francouzský litografik a fotograf († 16. února 1909)
- 16. srpna – Charles Roscoe Savage, britský fotograf († 4. února 1909)
- 28. října – Caroline Hammerová, dánská průkopnická fotografka s ateliérem na fríském ostrově Föhr († 12. ledna 1915)
- 16. listopadu – Johannes Jaeger, německý fotograf († 10. října 1908)
- ? – William H. Mumler, americký podvodník se „spirituální fotografií“ († 1884)
- ? – Petros Moraites, řecký fotograf († 1905)
- ? – Ivan Standl, chorvatský fotograf († 30. srpna 1897)
- ? – Richard Boursnell, britský spirituální fotograf (1832–1909)
- ? – Archibald Stuart-Wortley, britský politik a amatérský fotograf (26. dubna 1832 – 30. dubna 1890)